# Ging chaat goo si
Police Story (cantonês: Ging chaat goo si, chinês tradicional: 警察故事, pinyin: Jǐngchá Gùshì, Brasil: Police Story - A Guerra das Drogas / Portugal: O Incorruptível) é um filme de Hong Kong lançado em 1985, dos gêneros ação/comédia, dirigido e estrelado por Jackie Chan.

## Sinopse
Jackie Chan é o policial Ka Kui, que consegue botar atrás das grades um grande traficante de drogas de Hong Kong praticamente sozinho, após um tiroteiro e uma impressionante perseguição dentro de uma favela. Agora, ele deve proteger a secretária do chefão, Selina (Brigitte Lin), que testemunhará contra o gângster no tribunal. Ela, porém, tem outros planos, engana Ka Kui - que ainda tem que limpar sua barra com sua ciumenta namorada (Maggie Cheung) - e foge, garantindo assim a liberdade do criminoso, que parte para vingar-se de Ka Kui incriminando-o pela morte de um colega policial. A única alternativa que resta para Ka Kui é capturar o bandido novamente, nem que para isso ele tenha que enfrentar toda sua gangue.

## Machucados
COSTAS: Jackie Chan machucou as costas durante a cena onde escorrega nas luzes de natal do shopping. Ele teve muita sorte de sair "ileso". Nesta cena ele quase quebrou a sétima e a oitava vértebra, o que resultaria na paralisia dos membros inferiores.

## Premiações
"Melhor fotografia", "Melhor cena de ação", "Melhor ator" e "Melhor diretor" no Hong Kong Film Awards, 1985.

## Jackie Chan diz...
"Alguns dizem que este é o melhor filme de ação de todos os tempos, mas mesmo eu sendo humilde e dizendo que eu discordo, é certamente o meu filme de ação preferido. Foi também um estouro nas bilheterias - tão grande, que eu já fiz quatro seqüências... até agora. Eu faço um policial de Hong Kong que é recrutado para combater o crime organizado. Ao tentar condenar um podereso chefão do crime, sou injustamente acusado de matar um parceiro da policia. Eu tenho que limpar o meu nome e salvar uma testemunha que foi seqüestrada pelos capangas para não testemunhar a meu favor - uma colega do chefão, protagonizada por Brigitte Lin Ching-Hsia. Infelizmente, todos esses fatos colocam meu relacionamento com minha namorada em risco. Quem fez minha namorada foi a atriz Maggie Cheung, que virou minha grande amiga depois desse filme; trabalhar com ela foi como trabalhar com minha família. Eu sempre me impressiono quando assisto esse filme; alcancei um novo nível em termos de cenas de dublê e coreografias de luta, e mesmo fazendo vários filmes depois deste, acho que nenhum se compara. Foi também a primeira vez que eu fiz um herói completo, com uma personalidade complexa, uma vida privada, e até um relacionamento romântico. Eu fui até nomeado ao prêmio de "Melhor ator" no Hong Kong Movie Awards desse ano - uma verdadeira conquista, dado que todos meus prêmios anteriores eram de "Melhor ação". Mas o sucesso desse filme custou caro. A incrível cena de perseguição de carros na favela custou 500 mil para ser filmado, e deixou 4 dublês gravemente feridos; um com a orelha cortada, um com o pé rasgado, um com o tornozelo torcido e um com duas costelas quebradas. E quando eu fiz a cena final em que eu escorrego num poste cheio de luzes de natal, eu queimei toda minha mão. Depois eu descobri que o eletricista não ligou as luzes numa voltagem baixa de bateria de carro, como ele deveria ter feito. Ele ligou direto na tomada! Recebi o dobro de voltagem, eu poderia ter morrido eletrocutado! Esse foi também o primeiro filme em que eu usei o Bill Tung, que depois aparece em vários filmes meus. Acho que esse filme impressionou os atores de ação americanos: Sylvester Stallone copiou a cena do ônibus no filme "Tango & Cash - Os Vingadores" (Tango & Cash). E Brandon Lee - filho de Bruce Lee, que morreu tragicamente enquanto filmava "O Corvo" (The Crow) - copiou a cena da moto no shopping no filme "Rajada de Fogo" (Rapid Fire)."